# Trichosanthes trichocarpa
Trichosanthes trichocarpa là một loài thực vật có hoa trong họ Cucurbitaceae. Loài này được C.Y. Wu miêu tả khoa học đầu tiên năm 1980.